# Наяк
Наяк (англ. Nyack) — деревня в округе Рокленд, штат Нью-Йорк, США. Образована в 1872 году. Получила своё название в честь коренных американцев, которые проживали здесь до европейской колонизации. Является пригородом Нью-Йорка, расположена в 19 милях (31 км) к северу от Манхэттена, недалеко от западного берега реки Гудзон. Население Наяка по данным переписи 2010 года составляло 6765 человек.

## История
Каменные реликвии коренных американцев и остатки устриц, найденные на берегу Гудзона, указывают на то, что сегодняшний Наяк был излюбленным местом доколониальной рыбалки. Первые европейцы поселились здесь в 1675 году, назвав этот район «Таппан». Когда-то в Наяке процветали три основные отрасли: добыча песчаника для зданий Нью-Йорка, строительство лодок и производство обуви. В XIX веке было развита обувная промышленность. В декабре 1955 года после строительства моста Таппан Зи, соединяющего Южный Наяк с Тарритауном в округе Вестчестер, население увеличилось, и коммерческий сектор Наяка расширился. В 80-х годах XX века в деревне был проведен крупный проект по возрождению города, чтобы коммерциализировать центр города и расширить свою экономику. Был построен театр Хелен Хейс, а в центре города появилось множество новых деловых заведений.